# Liste der Biografien/Hols
Liste der Biografien |
Portal Biografien |
Personensuche
# |
A |
B |
C |
D |
E |
F |
G |
H |
I |
J |
K |
L |
M |
N |
O |
P |
Q |
R |
S |
T |
U |
V |
W |
X |
Y |
Z |
?
 
Ha |
Hd |
He |
Hi |
Hj |
Hk |
Hl |
Hm |
Hn |
Ho |
Hr |
Hs |
Ht |
Hu |
Hv |
Hw |
Hy
 
Hoa |
Hob |
Hoc |
Hod |
Hoe |
Hof |
Hog–Hok |
Hol |
Hom |
Hon |
Hoo |
Hop |
Hoq |
Hor |
Hos |
Hot |
Hou |
Hov |
How |
Hox |
Hoy |
Hoz
 
Hola |
Holb |
Holc |
Hold |
Hole |
Holf |
Holg |
Holi |
Holj |
Holk |
Holl |
Holm |
Holn |
Holo |
Holp |
Holr |
Hols |
Holt |
Holu |
Holv |
Holw |
Holy |
Holz
Die Liste der Biografien führt alle Personen auf, die in der deutschsprachigen Wikipedia einen Artikel haben. Dieses ist eine Teilliste mit 206 Einträgen von Personen, deren Namen mit den Buchstaben „Hols“ beginnt.

## Hols

### Holsb
- Holsboer, Florian (* 1945), Schweizer Chemiker und MedizinerFlorian Holsboer (* 1945)

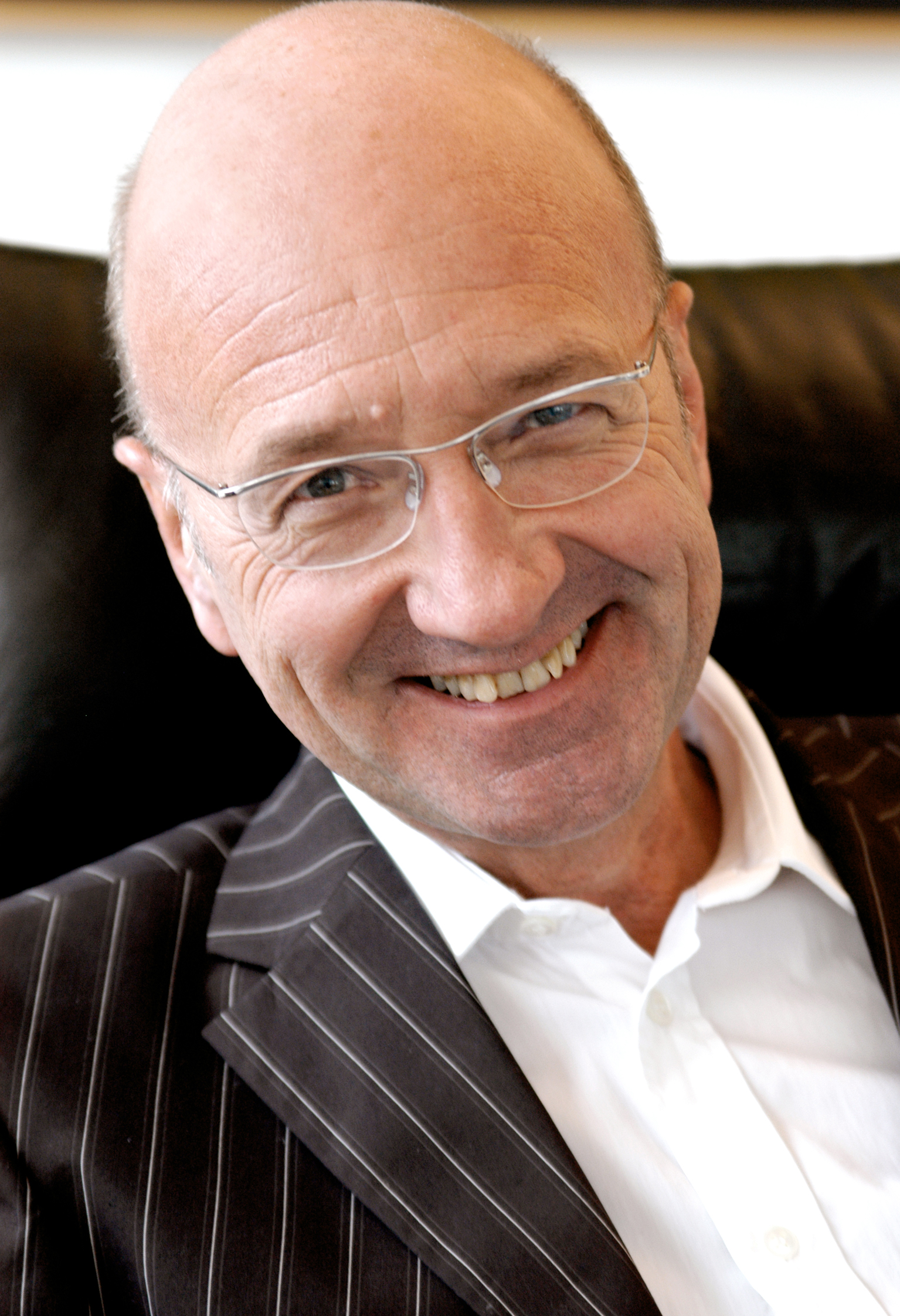
Florian Holsboer (* 1945)

- Holsboer, Max (1883–1958), Schweizer Eishockeyspieler und Schauspieler
- Holsboer, Noor (* 1967), niederländische Hockeyspielerin
- Holsboer, Valerie (* 1977), deutsche Juristin, Vorstandsmitglied der Bundesagentur für Arbeit (seit 2017)
- Holsboer, Willem (1905–1959), deutscher Schauspieler, Regisseur und Theaterintendant
- Holsboer, Willem Jan (1834–1898), Begründer der Rhätischen Bahn (RhB) und Förderer des Kurortes Davos

### Holsc
- Holsche, August Karl (1749–1830), preußischer Verwaltungsbeamter und topographischer Schriftsteller
- Holsche, Friedrich (1743–1783), deutscher Architekt und preußischer Baubeamter
- Holschemacher, Werner (1903–1963), deutscher Jurist und Instanzrichter
- Holschen, Malte (* 1981), deutscher Volleyball- und Beachvolleyballspieler
- Hölscher, Andreas (* 1962), deutscher Generalarzt und Inspizient für Reservistenangelegenheiten im Zentralen Sanitätsdienst
- Hölscher, Arnold (1905–1945), deutscher Gestapobeamter und Folterer während des Zweiten Weltkriegs
- Hölscher, Barbara (* 1964), deutsche Soziologin
- Hölscher, Bernd (* 1971), deutscher Schauspieler
- Hölscher, Carsten (* 1962), deutscher Diplomat
- Hölscher, Constantin (1861–1921), deutscher Landschaftsmaler, Porträtmaler, Figurenmaler und Allegorienmaler sowie Illustrator der Düsseldorfer Schule
- Hölscher, Eberhard (1890–1969), deutscher Gebrauchsgrafiker, Fachbuchautor, Redakteur und Herausgeber
- Hölscher, Fernande (* 1944), deutsche Klassische Archäologin
- Hölscher, Florian (* 1970), deutscher Pianist
- Hölscher, Franziska, deutsche klassische Violinistin
- Hölscher, Friedrich (1859–1909), deutscher Architekt
- Hölscher, Friedrich (1935–2013), deutscher Politiker (FDP), MdB
- Holscher, Georg Philipp (1792–1852), deutscher Arzt und Ophthalmologe
- Hölscher, Gerd (1936–2004), deutscher Grafiker, Zeichner und Dozent
- Hölscher, Gustav (1877–1955), deutscher evangelischer Theologe und Hochschullehrer (Alttestamentler)
- Hölscher, Heinrich (1875–1945), deutscher Jurist und Politiker
- Hölscher, Heinz (1925–2021), deutscher Kameramann
- Hölscher, Henrik (* 1972), deutscher Eishockeyspieler
- Hölscher, Jakob (1798–1862), deutscher Unternehmer und Verleger
- Holscher, Johann Konrad Achaz (1755–1840), deutscher lutherischer Theologe
- Hölscher, Julia (* 1979), deutsche Theater- und Hörspielregisseurin
- Hölscher, Karl (1904–1987), deutscher Jurist und Verwaltungsbeamter
- Hölscher, Kristina (* 1989), deutsche Fußballspielerin
- Hölscher, Lucian (* 1948), deutscher Historiker
- Hölscher, Ludwig (1814–1902), deutscher Lehrer, Historiker und Philologe
- Hölscher, Luise (* 1971), deutsche Ökonomin, Managerin und politische Beamtin (CDU)
- Holscher, Martin (* 1952), deutscher Fußballspieler
- Hölscher, Michael (* 1970), deutscher Soziologe
- Hölscher, Reinhold (* 1954), deutscher Wirtschaftswissenschaftler
- Hölscher, Theo (1895–1966), deutscher Maler
- Hölscher, Tim (* 1995), deutscher Fußballspieler
- Hölscher, Tonio (* 1940), deutscher klassischer Archäologe
- Hölscher, Uvo (1847–1914), deutscher Lehrer, Archivleiter und historischer Autor
- Hölscher, Uvo (1878–1963), deutscher Bauforscher und Ägyptologe
- Hölscher, Uvo (1914–1996), deutscher Klassischer Philologe
- Holscher, Walter (1900–1973), US-amerikanischer Szenenbildner deutscher Herkunft
- Hölscher, Wilhelm (1845–1911), deutscher evangelischer Theologe, Pfarrer an der Leipziger Nikolaikirche
- Hölscher, Wilhelm (1912–1943), deutscher Ägyptologe
- Hölscher, Wolfgang (* 1954), deutscher Historiker
- Hölscher-Lohmeyer, Dorothea (1913–2008), deutsche Germanistin und Goethe-Forscherin
- Holschneider, Andreas (1931–2019), deutscher Musikhistoriker und Schriftsteller
- Holschuh, Andreas (1957–1996), deutscher Lyriker
- Holschuh, Jan (1909–2000), deutscher Elfenbeinschnitzer
- Holschuh, Rüdiger (* 1967), deutscher Kommunalbeamter und Politiker (SPD), MdL

### Holse
- Holse, Carlo (* 1999), dänischer Fußballspieler
- Holseter, Sturle (* 1976), norwegischer Skispringer
- Holsey, Alvin (* 1965), US-amerikanischer Admiral
- Holsey, Hopkins (1779–1859), US-amerikanischer Politiker
- Holsey, Reva (1911–1987), deutsche Schauspielerin, Regisseurin, Hörspiel- und Synchronsprecherin

### Holsh
- Holshouser, James (1934–2013), US-amerikanischer Politiker

### Holsi
- Holsing, Finn (* 1983), deutscher Fußballspieler
- Holsinger, David R. (* 1945), US-amerikanischer Komponist, Dirigent und Musikpädagoge

### Holsn
- Holsner, Josef (1894–1969), schwedischer Hindernis- und Langstreckenläufer

### Holso
- Holsøe, Carl (1863–1935), dänischer Maler der Genreszenen in Wohnräumen
- Holsøe, N. P. C. (1826–1895), dänischer Architekt

### Holst
- Holst Enger, Sondre (* 1993), norwegischer Radrennfahrer
- Holst Holmsgaard, Pernille (* 1984), dänische Handballspielerin
- Holst, Adolf (1867–1945), deutscher Philologe, Herausgeber und Kinderbuchautor
- Holst, Alena (* 1997), deutsche Unihockeyspielerin
- Holst, Amalia (1758–1829), preußische Pädagogin und Frauenrechtlerin
- Holst, André (* 1964), deutscher Journalist, Showmaster und Entertainer
- Holst, Andreas von (* 1964), deutscher Gitarrist und Songwriter der Band Die Toten HosenAndreas von Holst (* 1964)

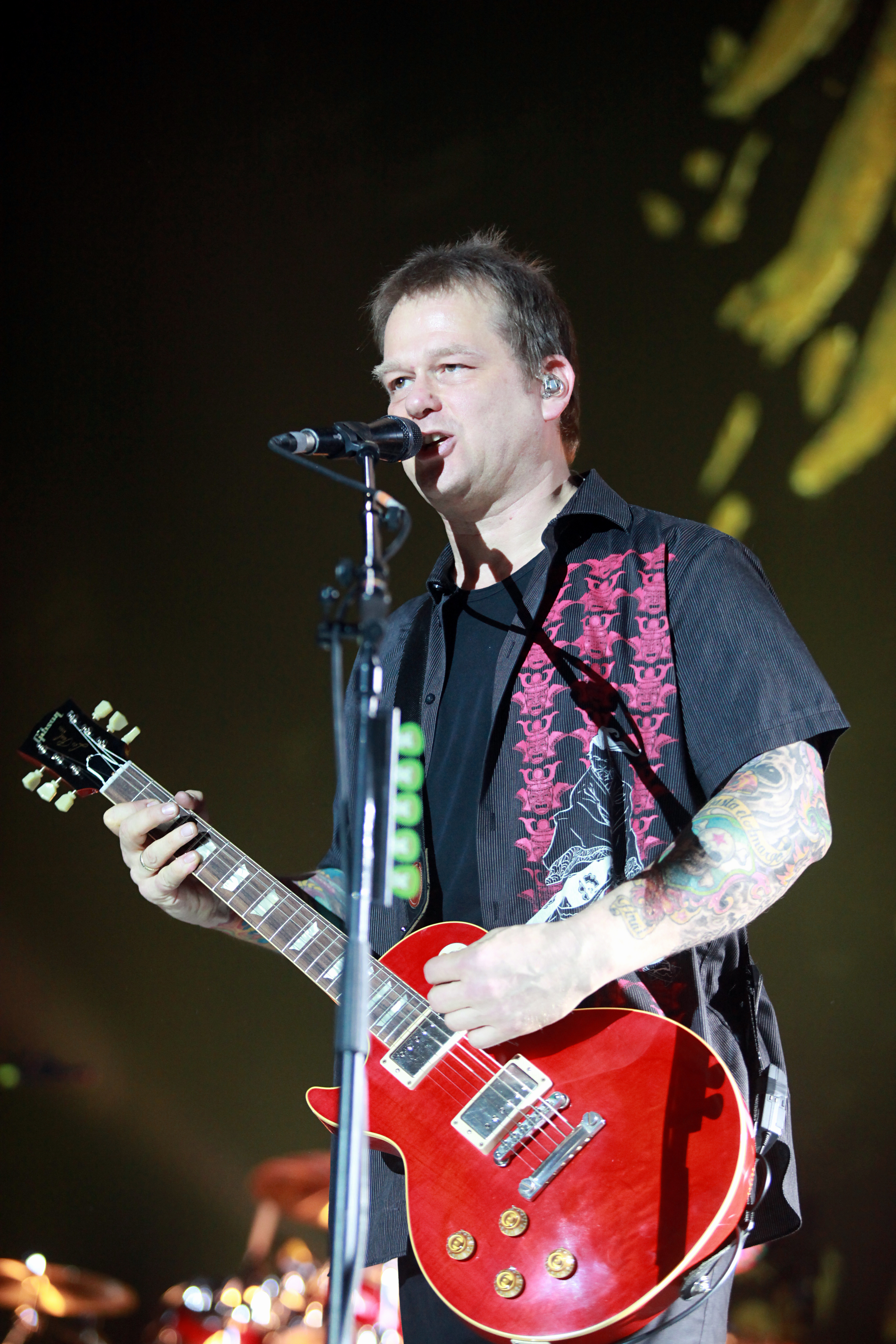
Andreas von Holst (* 1964)

- Holst, Anne Grete (* 1952), dänische Fußballspielerin
- Holst, Axel (1860–1931), norwegischer Hygieniker und Bakteriologe
- Holst, Axel (* 1967), deutscher Schauspieler und Regisseur
- Holst, Carl (* 1970), dänischer Politiker der Partei Venstre und in der Regierung Lars Løkke Rasmussen II Verteidigungsminister und Minister für nordische Zusammenarbeit
- Holst, Christian (* 1981), färöischer Fußballspieler
- Holst, Christian von (* 1941), deutscher Kunsthistoriker
- Holst, Christoph (* 1986), deutscher Geodät und Hochschullehrer
- Holst, Clara (1868–1935), norwegische Philologin
- Holst, Daan (1945–2014), niederländischer Radrennfahrer
- Holst, Elke, deutsche Wirtschaftswissenschaftlerin
- Holst, Elling (1849–1915), norwegischer Mathematiker
- Holst, Emil (* 1991), dänischer Badmintonspieler
- Holst, Erich von (1908–1962), deutscher Biologe und Verhaltensforscher
- Holst, Erik (1922–2013), dänischer Politiker (Socialdemokraterne), Mitglied des Folketing, Minister
- Holst, Erik von (1894–1962), estnischer Regattasegler und Konstrukteur
- Holst, Erika (* 1979), schwedische Eishockeyspielerin
- Holst, Evelyn (* 1952), deutsche Journalistin und Autorin
- Holst, Frederik (* 1994), dänischer Fußballspieler
- Holst, Gilles (1886–1968), niederländischer Physiker und erster Direktor des Philips-Forschungslaboratoriums
- Holst, Greg (* 1954), österreichisch-kanadischer Eishockeyspieler- und trainer
- Holst, Gustav (1874–1934), britischer KomponistGustav Holst (1874–1934)

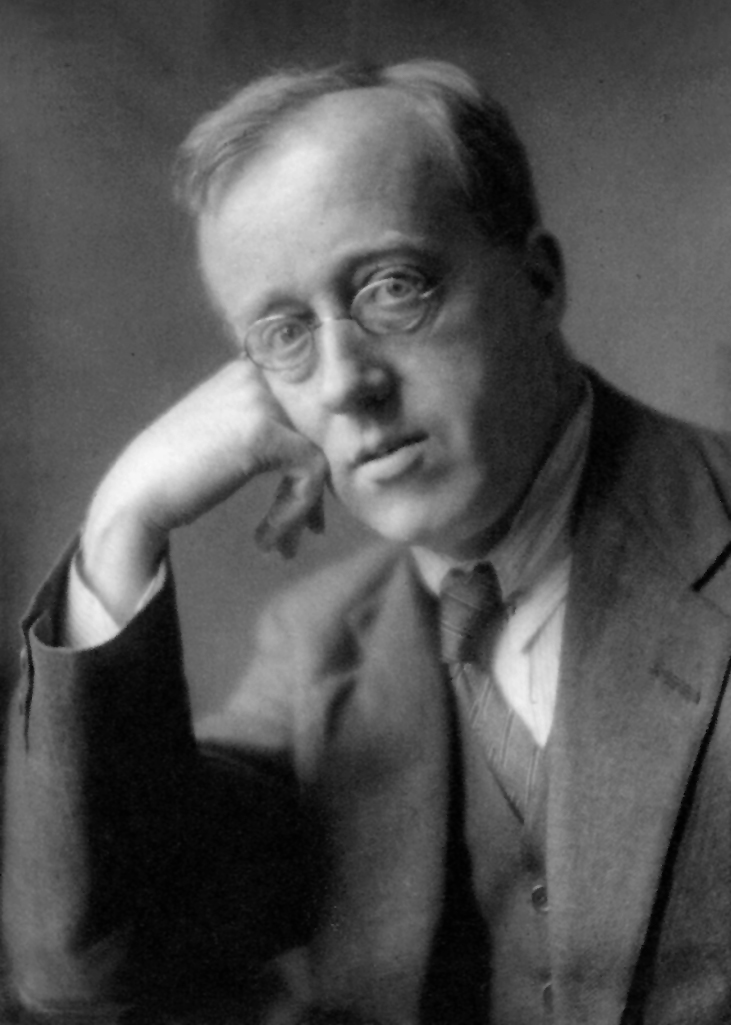
Gustav Holst (1874–1934)

- Holst, Hanne-Vibeke (* 1959), dänische Schriftstellerin und Journalistin
- Holst, Hans Peter (1811–1893), dänischer Lyriker und Romanschriftsteller
- Holst, Hans-Rainer (* 1943), deutscher Politiker (SPD), MdHB, Manager
- Holst, Henning (1891–1975), dänischer Hockeyspieler
- Holst, Henry (1899–1991), dänischer Geiger und Musikpädagoge
- Holst, Hermann Eduard von (1841–1904), deutscher Historiker
- Holst, Imogen (1907–1984), englische Musikschriftstellerin, Komponistin und DirigentinImogen Holst (1907–1984)

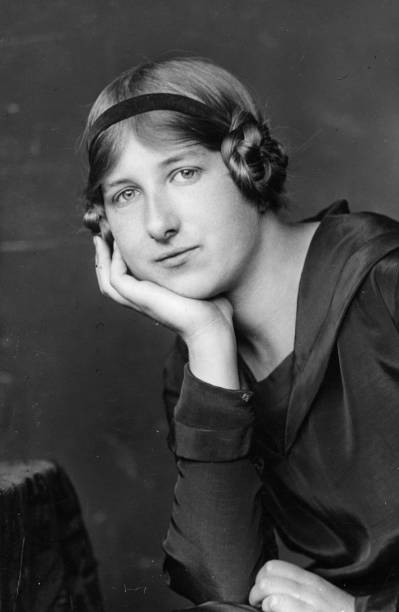
Imogen Holst (1907–1984)

- Holst, Ina (1956–2017), deutsche Schauspielerin, Regisseurin und Schauspiellehrerin
- Holst, Jan Henrik (* 1969), deutscher Sprachwissenschaftler
- Holst, Jens Juul (* 1945), dänischer Physiologe
- Holst, Johan Jørgen (1937–1994), norwegischer Politiker der Arbeiderpartiet
- Holst, Johann Mathias von (1839–1905), deutschbaltischer Architekt
- Holst, Johannes (1880–1965), deutscher Marinemaler
- Holst, Johannes von (1823–1906), deutsch-baltischer Gynäkologe
- Holst, Karin (* 1962), deutsche Basketballspielerin
- Holst, Kirsten (1936–2008), dänische Schriftstellerin
- Holst, Klaus-Ewald (* 1943), deutscher Manager
- Holst, Knut (1884–1977), norwegischer Skisportler
- Holst, Maria (1917–1980), österreichische Theater- und Filmschauspielerin
- Holst, Marius (* 1965), norwegischer Filmregisseur
- Holst, Matthias (* 1982), deutscher Fußballspieler
- Holst, Matthias Baader (1962–1990), deutscher Schriftsteller und Bibliothekar
- Holst, Maximilian (* 1989), deutscher Handballspieler
- Holst, Michael, deutscher Basketballspieler
- Holst, Niels von (1907–1993), deutscher Kunsthistoriker
- Holst, Nils Olof (1846–1918), schwedischer Geologe
- Holst, Robert Artur (1885–1943), estnischer Unternehmer
- Holst, Susanne (* 1961), deutsche Ärztin, Medizinjournalistin, Buchautorin und FernsehmoderatorinSusanne Holst (* 1961)

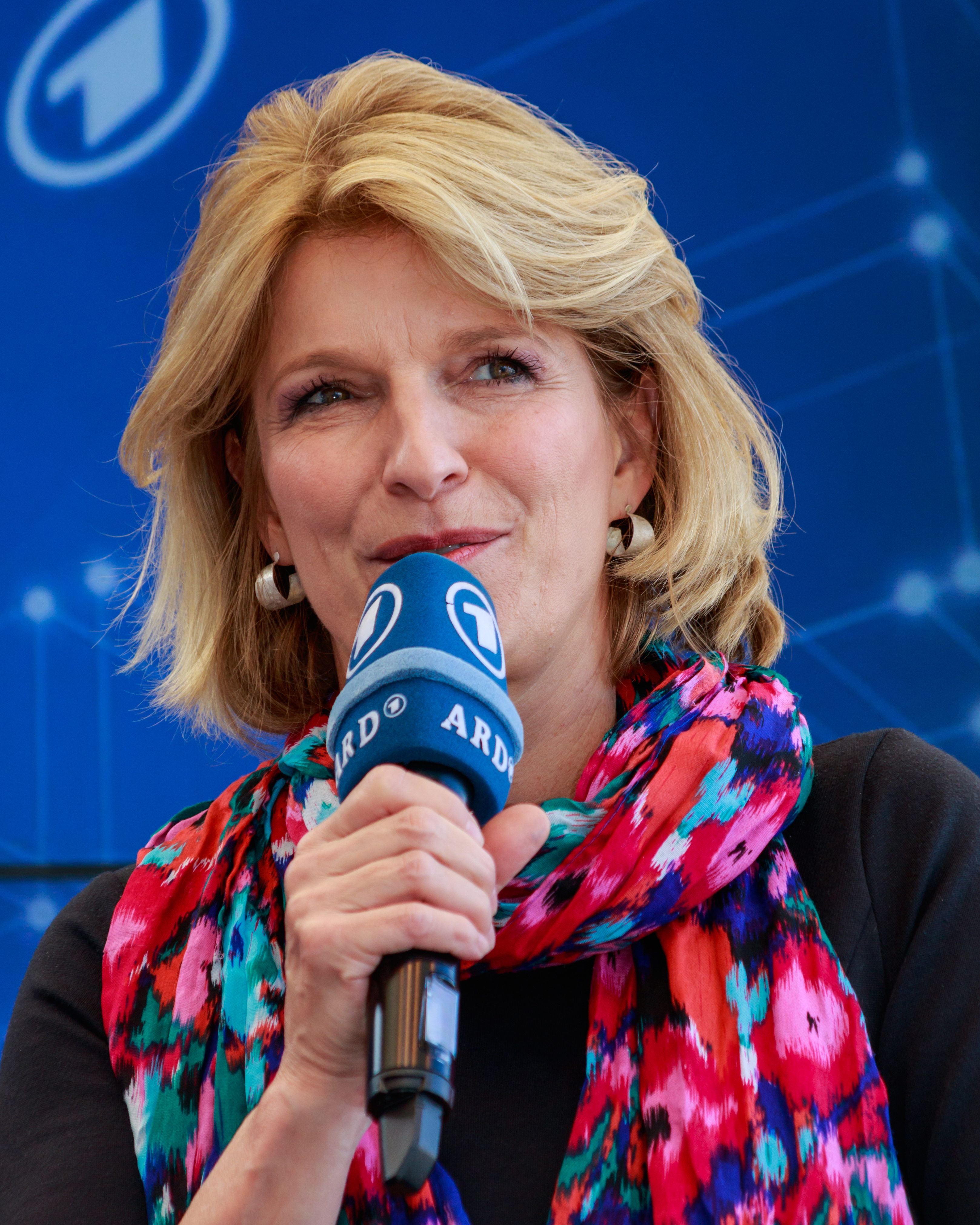
Susanne Holst (* 1961)

- Holst, Taylor (* 1989), österreichisch-kanadischer Eishockeyspieler
- Holst, Theodor von (1810–1844), englischer Maler
- Holst, Thomas (* 1964), deutscher Straftäter, der drei Frauenmorde begangen hat
- Holst, Thyra (* 1968), deutsche Textilkünstlerin
- Holst, Tine (* 1980), dänische Triathletin
- Holst, Wolfgang (1922–2010), deutscher Fußballfunktionär
- Holst-Christensen, Bjørn, dänischer Badmintonspieler
- Holst-Christensen, Jon (* 1968), dänischer Badmintonspieler
- Holst-Christensen, Tonny (1936–2024), dänische Badmintonspielerin
- Holst-Sørensen, Niels (1922–2023), dänischer Leichtathlet
- Holstad Berge, Nora (* 1987), norwegische Fußballspielerin
- Holstad, Christian (* 1972), US-amerikanischer Künstler
- Holste, Eduard (1904–1969), deutscher Jurist, Einsatzgruppen-, SD- und SS-Angehöriger
- Holste, Friedrich (1908–1942), deutscher Prähistoriker
- Holste, Heiko (* 1971), deutscher Rechtswissenschaftler
- Holste, Heinrich (1888–1964), deutscher Politiker (DP), MdL
- Holste, Judith, deutsche Kostümbildnerin
- Holste, Lilli (* 2001), deutsche Handballspielerin
- Holste, Lukas (1596–1661), deutscher humanistischer Gelehrter, Bibliothekar und Geograph
- Holste, Rudolf (1897–1970), deutscher Offizier, zuletzt Generalleutnant im Zweiten Weltkrieg
- Holste, Werner (1927–2005), deutscher Maschinenbauer
- Holsteg, Erwin (1920–2005), deutscher Politiker (FDP), MdB
- Holstein, Anke (* 1967), deutsche Diplomatin
- Holstein, August von (1847–1903), königlich preußischer Generalleutnant und zuletzt Kommandeur der 34. Infanterie-Brigade
- Holstein, Barry (* 1941), US-amerikanischer Physiker
- Holstein, Carl von (1700–1763), dänischer Staatsmann
- Holstein, Casper (1876–1944), New Yorker Mobster und illegaler GlücksspielerCasper Holstein (1876–1944)

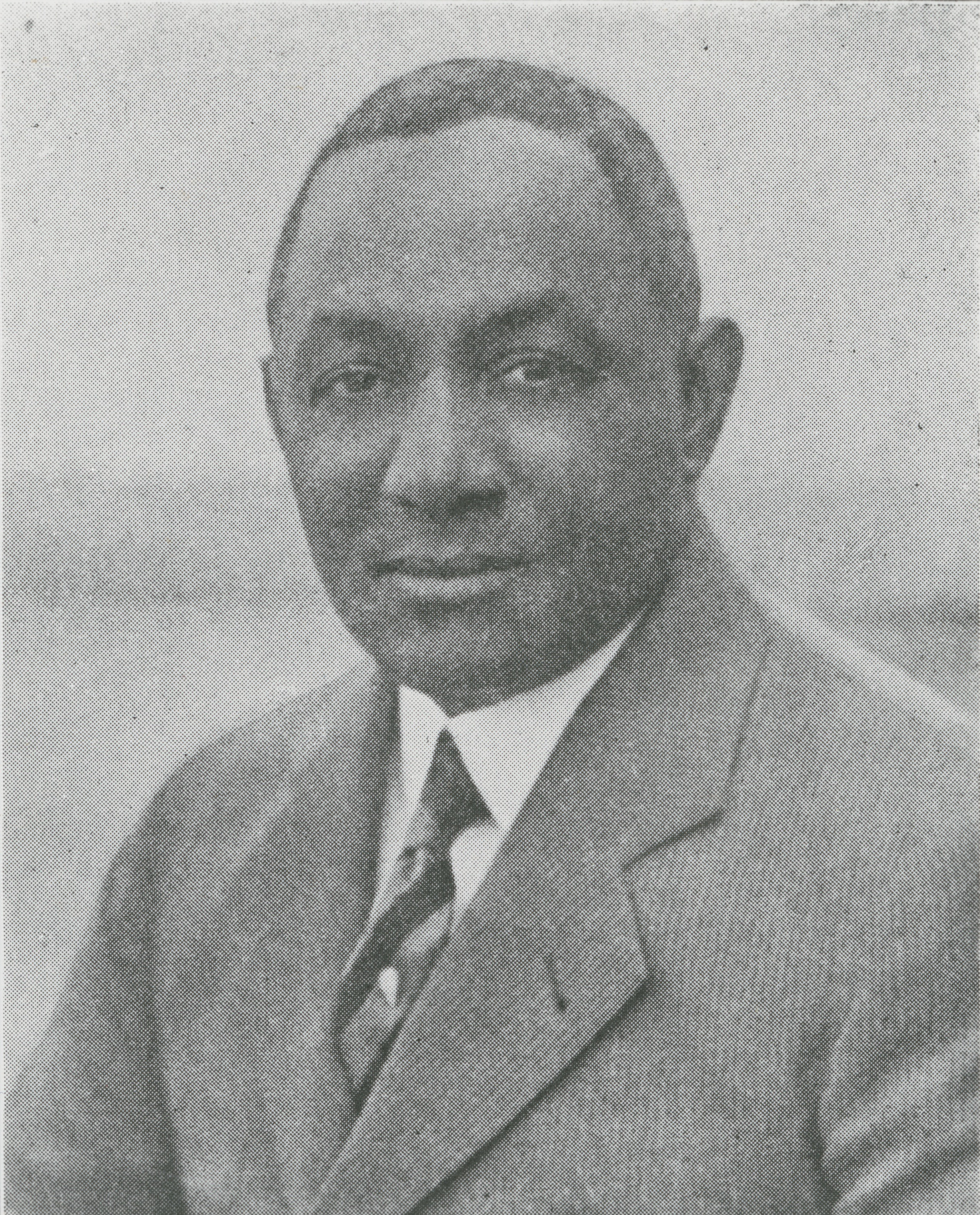
Casper Holstein (1876–1944)

- Holstein, Christine (1883–1939), deutsche Schriftstellerin
- Holstein, Christoph (* 1963), deutscher Journalist und politischer Beamter (SPD)
- Holstein, Conrad von (1711–1784), dänischer Offizier
- Holstein, Conrad von (1825–1897), deutscher Rittergutsbesitzer und Politiker, MdR
- Holstein, Dietrich Friedrich von (1758–1840), deutscher Offizier
- Holstein, Eberhard (1910–1995), deutscher Architekt in Stuttgart
- Holstein, Ernst (1901–1985), deutscher Mediziner und Hochschullehrer in der Deutschen Demokratischen Republik (DDR)
- Holstein, Franz von (1826–1878), deutscher Komponist
- Holstein, Frederik Vilhelm von (1703–1767), dänischer Amtmann und Hofbeamter
- Holstein, Friedrich, deutscher Architekt und Stadtbaurat in Stuttgart-Feuerbach
- Holstein, Friedrich Adolph von (1784–1836), Graf von Holsteinburg, königlich dänischer Kammerherr, Schriftsteller und Mitglied der Roskilder Ständeversammlung
- Holstein, Friedrich August von (1837–1909), deutscher DiplomatFriedrich August von Holstein (1837–1909)

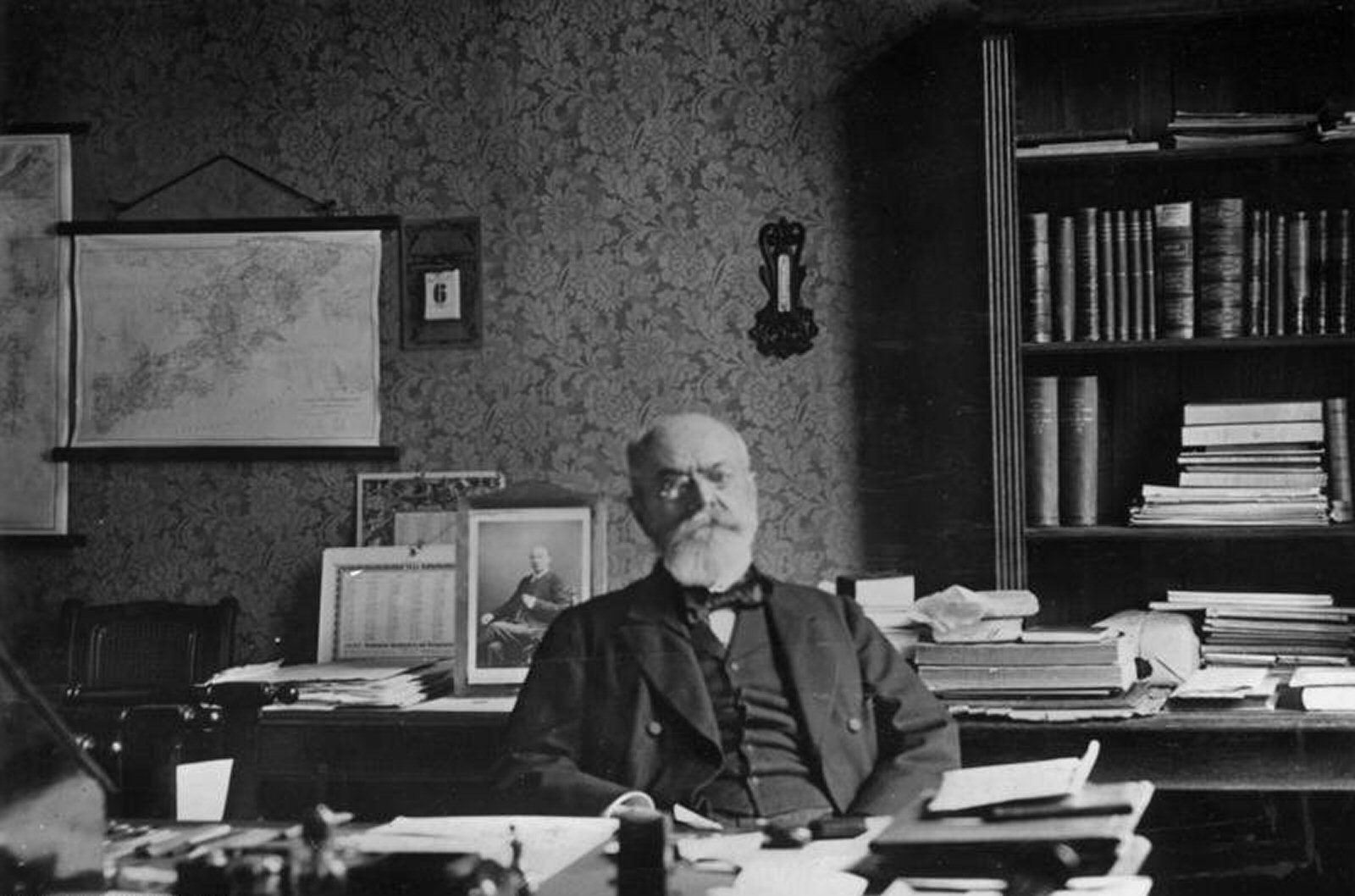
Friedrich August von Holstein (1837–1909)

- Holstein, Günther (1892–1931), deutscher Jurist
- Holstein, Hans Heinrich von (1888–1978), deutscher Verwaltungsjurist und Landrat
- Holstein, Hedwig von (1822–1897), deutsche Stifterin
- Holstein, Heinrich Christoph von (1786–1842), schleswig-holsteinischer Gutsbesitzer, Lübecker Domherr
- Holstein, Hugo (1834–1904), deutscher Philologe und Gymnasiallehrer
- Holstein, Jim (1930–2007), US-amerikanischer Basketballspieler
- Holstein, Johan Ludvig von (1694–1763), Kanzler von Dänemark; Kunst- und Literatursammler
- Holstein, Johann Georg von (1662–1730), königlich dänischer Oberlanddrost und Geheimer Rat
- Holstein, Karl (1908–1983), deutscher Industrieller
- Holstein, Karl (1912–2003), deutscher Maler und Graphiker
- Holstein, Ludvig (1864–1943), dänischer Lyriker und Schriftsteller
- Holstein, Marie (* 1997), deutsche Volleyballspielerin
- Holstein, Pedro de Sousa (1781–1850), portugiesischer Politiker und Militär aus der Zeit der Monarchie
- Holstein, Rudolf (1900–1973), deutscher Politiker (Zentrum), MdL
- Holstein, Stephan (* 1963), deutscher Jazzmusiker (Klarinette, auch Saxophon)
- Holstein, Theodore (1915–1985), US-amerikanischer Physiker
- Holstein, Ulrich Adolph von (1731–1789), deutscher Offizier, Politiker und Oberpräsident von Kopenhagen
- Holstein-Holsteinborg, Frederick Conrad von (1704–1749), königlich dänischer Generalleutnant und Lehnsgraf von Holsteinborg
- Holstein-Holsteinborg, Ludvig (1815–1892), dänischer Politiker
- Holstein-Ledreborg, Ludvig (1839–1912), dänischer Gutsbesitzer und Politiker, Mitglied des Folketing
- Holsten, Adolph Hans von (1630–1694), deutscher Gutsbesitzer und Königlich dänischer Justizrat
- Holsten, Chris (* 1993), norwegischer Sänger und Songwriter
- Holsten, Christian Kurt (1922–1993), deutscher Schriftsteller und Vortragskünstler niederdeutscher Sprache
- Holsten, Cornelia (* 1970), deutsche Juristin
- Holsten, Eike (* 1983), deutscher Politiker (CDU), MdL
- Holsten, Hieronymus Christian von (1639–1692), deutscher Offizier in wechselnden Diensten
- Holsten, Hinrich (1902–1970), deutscher Politiker (CDU), MdL
- Holsten, Horst (1940–2013), deutscher Raumfahrtingenieur
- Holsten, Josy (1897–1963), Schweizer Schauspielerin
- Holsten, Karl (1825–1897), deutscher protestantischer Theologe und Hochschullehrer
- Holsten, Reiner (* 1952), deutscher Politiker (SPD), MdBB
- Holsten, Robert (1862–1954), deutscher Pädagoge und Volkskundler
- Holsten, Walter (1908–1982), evangelisch-lutherischer Theologe, Pastor und Hochschullehrer
- Hölster Heinke († 1753), niederländischer Straßenräuber
- Holster, Fredrik (* 1988), schwedischer Fußballspieler
- Holster, Lars (* 1972), deutscher Politiker (SPD), MdHB
- Holsteyn, Pieter der Ältere († 1662), niederländischer Maler, Zeichner und Druckgrafiker
- Holsteyn, Pieter der Jüngere († 1673), niederländischer Maler, Zeichner und Druckgrafiker
- Holsti, Kalevi (* 1935), kanadischer Politikwissenschaftler
- Holsti, Ole (1933–2020), US-amerikanischer Politikwissenschaftler und Konfliktforscher finnischer Herkunft
- Holsti, Rudolf (1881–1945), finnischer Soziologe und Politiker; finn. Außenminister (1919–1922, 1936–1938)
- Holston, David (* 1986), US-amerikanischer Basketballspieler

### Holsz
- Holszańska, Juliana, orthodoxe Heilige
- Holszański, Andrzej, Fürst von Wjasyn und wahrscheinlich Statthalter von Kiew
- Holszański, Semen († 1505), litauischer Fürst
- Hölszky, Adriana (* 1953), deutsche Komponistin und Pianistin